# Mylomys dybowskii
Il ratto mulino (Mylomys dybowskii  Pousargues, 1893) è un roditore della famiglia dei Muridi diffuso nell'Africa centrale e occidentale.

## Descrizione
Roditore di medie dimensioni, con la lunghezza della testa e del corpo tra 120 e 190 mm, la lunghezza della coda tra 104 e 180 mm, la lunghezza del piede tra 29 e 36 mm, la lunghezza delle orecchie di  mm e un peso fino a 165 g.

Le parti superiori sono giallo-rossastre, con dei riflessi bruno-nerastri lungo la schiena. I fianchi sono più chiari. Le parti ventrali sono bianche. Le orecchie sono larghe e rotonde. Le zampe sono ricoperte di peli rossastri. La coda è più corta della testa e del corpo, nerastra sopra e grigio-giallastra sotto.

## Biologia

### Comportamento
È una specie diurna e terricola. Costruisce dei nidi sul terreno.

### Alimentazione
Si nutre di steli d'erba e foglie.

### Riproduzione
Sono state osservate femmine gravide durante tutto l'anno tranne che in gennaio e febbraio. Danno alla luce 2-6 piccoli alla volta.

## Distribuzione e habitat
Questa specie è diffusa nell'Africa occidentale, centrale e orientale.
Vive negli habitat misti tra foreste pluviali e savane fino a 2.300 metri di altitudine. Si trova in zone con erba alta ed alberi e boscaglie sparse.

## Tassonomia
Sono state riconosciute 4 sottospecie:
- M.d.dybovskii: Camerun centrale, Repubblica Centrafricana meridionale, Sudan del Sud meridionale, Repubblica Democratica del Congo settentrionale, Uganda, Ruanda, Kenya occidentale, Tanzania centro-occidentale, sud-occidentale, Malawi settentrionale;
- M.d.cuminghamei (Thomas, 1906): Monte Kenya, Kenya centrale;
- M.d.lowei (Hayman, 1935): Guinea sud-orientale, Costa d'Avorio centrale, Ghana centro-occidentale;
- M.d.richardi (Hayman, 1939): Repubblica Democratica del Congo sud-occidentale, Cabinda, enclave settentrionale dell'Angola.

## Conservazione
La IUCN Red List, considerato il vasto areale e la popolazione numerosa, classifica M.dybowskii come specie a rischio minimo (Least Concern).